# William Mitchinson Hicks
William Mitchinson Hicks, FRS (* 23. September 1850 in Launceston, Cornwall; † 17. August 1934 in Crowhurst, Sussex) war ein britischer Mathematiker und Physiker.

## Leben
Hicks wurde zuerst an einer Privatschule in Devonport unterrichtet. 1870 ging er zur weiteren Ausbildung nach Cambridge, wo er 1873 siebter in den Tripos-Prüfungen wurde. 1874 wurde er eines der ersten Mitglieder des Cavendish Laboratory unter James Clerk Maxwell. 1876 wurde er Fellow des St. John’s College. 1892 bis 1897 war er Principal des Firth College in Sheffield, das 1897 im University College Sheffield aufging, und danach dessen Principal. Als daraus 1905 die Universität Sheffield wurde, war er deren Vizekanzler.
Hicks befasste sich mit Wirbeln in Flüssigkeiten. Nach einer Idee von Lord Kelvin (1867) galten damals Wirbelringe im Äther, den man sich als Flüssigkeit vorstellte, als mögliche Modelle von Atomen. Viele bedeutende theoretische Physiker in Großbritannien arbeiteten an dieser Theorie, zum Beispiel der spätere Nobelpreisträger J. J. Thomson in seinem Adams-Preis Essay von 1882, der die Theorie auch in der Chemie anwandte. Hicks bewies, dass hohle Wirbelringe Lösungen der hydrodynamischen Gleichungen waren und Vortex-Filamente. Noch 1895 gab Hicks einen optimistischen Bericht über die Vortextheorie als grundlegender Theorie der Physik vor der British Association.
Nachdem Joseph Larmor 1900 sein Buch Aether and Matter veröffentlicht hatte und darin den negativen Ausgang des Michelson-Morley-Experiments durch Längenkontraktion bei Bewegung im Äther erklärt hatte, die bei ihm Folge seiner eigenen elektrodynamischen Theorie war, wurde dies von Hicks kritisiert, indem er die Aussagefähigkeit des Michelson-Morley-Experiments und dessen Erklärung durch Längenkontraktion bestritt. Das war der Grund, warum Larmor eine Bestätigung durch ein anders aufgebautes Experiment anstrebte und das Trouton-Noble-Experiment anregte.
Hicks erhielt 1912 die Royal Medal für seine Forschungen in der Mathematischen Physik („On the ground of his researches in mathematical physics“) und 1920 den Adams-Preis. 1885 wurde er Fellow der Royal Society. Das Hicks Building der Universität Sheffield, in der unter anderem die Physik und Mathematik untergebracht sind, ist ihm zu Ehren benannt. Ebenfalls ist die von ihm erstmals hergeleitete Hicks-Gleichung nach ihm benannt.